# Angelstads landskommun
Angelstads landskommun var en tidigare kommun i Kronobergs län.

## Administrativ historik
Den 1 januari 1863 började kommunalförordningarna gälla och då inrättades cirka 2 500 kommuner (städer, köpingar och landskommuner), tillsammans täckande hela landets yta.
I Angelstads socken i Sunnerbo härad i Småland inrättades då denna kommun. Landskommunen uppgick 1952 i Annerstads landskommun som sedan i sin tur 1971 uppgick i Ljungby kommun..
Kommunen tillhörde Lidhults landsfiskal distrikt, Sunnerbos fögderi och domstol samt Sunnerbo härads väghållningsdistrikt.

## Kommunikationer
Socknen hade järnvägstationer i Angelstad och Bolmen  och en hållplats Dragaryd på Karlshamn — Vislanda — Bolmens järnväg. Busslinjer: Bolmstad—Stora Gavlö—Åminne—Värnamo, Bolmsö—Ljungby (postförande) och Bolmstad — Tannåker — Dannäs —Värnamo.

## Bebyggelse
Angelstad hade 1930 följande byar enligt Svenska orter: atlas över Sverige med ortbeskrivning, uppslagsordet Angelstads kommun.
- Angelstad beskrivs på sin egen sida.
- Biskopsvara:  By i Angelstads kommun med 8 jordbruksfastigheter och 2 andra fastigheter Taxeringsvärde å jordbruksfastigheter 48 400 kr, därav 31 500 jordbruksvärde och 16 900 skogsvärde och för andra fastigheter 10 000.
- Bolmstad: By i Angelstads kommun med 15 jordbruksfastigheter och 5 andra fastigheter, Taxeringsvärde för jordbruksfastigheterna 204 600 k., därav 130 900 jordbruksvärde och 73 700 skogsvärde, för andra fastigheter 26 800 kr, Bolmstad nr 1—6, 2 21/200 mantal, ägare Strömsnäs bruks AB areal 402 hektar, därav 350 skog, taxeringsvärde å jordbruksfastighet 81 500 kr., därav 24 700 jordbruksvärde och 56 800 skogsvärde.
- Bjärnaryd: By med 8 jordbruksfastigheter taxerade till 64 400 kr., därav 57 200 jordbruksvärde och 7 200 skogsvärde.
- Fotatorp:  By med 4 jordbruksfastigheter och 2 andra fastigheter. Taxeringsvärde å jordbruksfastigheter 30 700 kr., därav 24 500 jordbruksvärde och 6 200 skogsvärde samt för andra fastigheter 2 000 kr.
- Hedenstorp: By med 12 jordbruksfastigheter Taxeringsvärde för jordbruksfastigheter 63 000 kr, därav 56 400 kr jordbruksvärde och 6 600 kr skogsvärde
- Hylte: by 4,5 km nordnordost om kyrkan i Angelstad med 2 jordbruksfastigheter och 1 annan fastighet. Taxeringsvärde å jordbruksfastigheter 25 700 kr., därav 21400 jordbruksvärde och 4 300 skogsvärde samt för annan fastighet 2 000kr.
- Hölminge:  By med 24 jordbruksfastigheter. Taxeringsvärde för jordbruksfastigheterna 164 800 kr, därav 133 000 jordbruksvärde och 31 800 skogsvärde.
- Kvänslöv by delvis belägen i Ljungby kommun med 24 jordbruksfastigheter och 1 annan fastighet. Taxerinsvärde å jbrf 211 500 kr, därav 200 200 jordbruksvärde och 11300 skogsvärde och för andra fastigheter 2 500 kr.
- Kärringe: By med 29 jordbruksfastigheter och 5 andra fastigheter. Taxeringsvårde för jordbruksfastigheter 170 900 kr, därav 154 500 jordbruksvärde och 16 400 skogsvärde och för andra fastigheter 33 700. Kraftstation taxerad till 20000 kr, kvarn och vattenfall med utmål 9 000.
- Näglinge:  by 2,5 km sydsydost om kyrkan med 15 jordbruksfastigheter, och 8 andra fastigheter. Taxeringsvärde å jordbruksfastigheter 77 300 kr, därav 68 500 jordbruksvärde och 8 800 skogsvärde samt för andra fastigheter 42 700 kr.
- Rataryd: By med 19 jordbruksfastigheter och 2 andra fastigheter. Taxeringsvärde för jordbruksfastigheter 161 000 kr, därav 130 300 kr jordbruksvärde och 30 700 kr skogsvärde och för andra fastigheter 5 500.
- Rya: By med 4 jordbruksfastigheter och 1 annan fastighet. Taxeringsvärde för jordbruksfastigheterna  40 000 kr, därav 33 400 jordbruksvärde och 6 600 skogsvärde samt för annan fastighet 3 000 kr.
- Stavsjö: By med 11 jordbruksfastigheter och 6 andra fastigheter. Taxeringsvärde för jordbruksfastigheterna 69 200 kr, därav 67 400 jordbruksvärde och 1800 skogsvärde och för annan fastighet  41 700 kr. Torvkolsfabrik taxerad till 10 000 kr som annan fastighet.
- Ularp: By med 11 jordbruksfastigheter. Jordbruksfastigheterna är taxerade till 75 600 kr, därav 62 400 jordbruksvärde och 13 200 skogsvärde.
- Värset: By med 20 jordbruksfastigheter och 3 andra fastigheter. Taxeringsvärde för jordbruksfastigheter 153 200 kr, därav 141 900 kr jordbruksvärde, 10 900 kr skogsvärde och 400 tomt- och industrivärde, för annan fastighet 3 700.  Från Värset nr 1 är Bolmens samhälle avstyckat.
- I Angelstad finns också de enskilda hemmanen: Laggaretorp, Malmaryd, Salevara och Östenstorp.

1930 var stationssamhället Bolmen största samhälle i landskommunen. Bolmen var förutom stationssamhälle med poststation och telefonstation 1930 Angelstads industricentrum. Samhället hade den 1 januari 1931 225 invånare och var alltså då tätort. Samhället  avstyckades från fastigheten Värset nr 1. Taxeringsvärdet för andra fastigheter i samhället var 178 700 kr. 

## Befolkning
| År   | Antal | Källa                                                 |
| ---- | ----- | ----------------------------------------------------- |
| 1874 | 1501  | Nordisk familjebok första upplagan                    |
| 1902 | 1502  | Nordisk familjebok andra upplagan                     |
| 1921 | 1454  | Svenska orter : atlas över Sverige med ortbeskrivning |
| 1931 | 1278  | Svenska orter : atlas över Sverige med ortbeskrivning |
| 1950 | 1041  | Nordisk familjebok tredje upplagan                    |

Kommunens folkmängd var alltså runt 1500 då kommunen skapades och hade till 1950 minskar med cirka 450 personer betydligt mindre än många andra landsbygdskommuner.

## Kommunens skolväsende
Kommunens första fasta skolhus var sockenstugan i Angelstad byggd 1867 och denna skola kompletterades 1919 med en ny byggnad i tegel på samma område. Skolan i Angelstad finns 2023 fortsatt kvar som F-6 skola i Angelstad. Skolan i Bolmstad blir fast 1902 och är skola till mitten av 1960-talet och blir sedan privatbostad. De två skolbyggnaderna i Angelstad och Bolmstad skola är de tre skolbyggnader som fanns i kommunen 1930.
Förutom de fasta skolorna fanns ambulerande skolor. 1894-1902 finns examenskataloger från Rataryd Bolmstad Hölminge flyttande småskola. 
Den ambulerande verksamheten försvann men inte helt 1902 då Bolmstad folkskola inrättades. 1916-1924 finns Angelstads och Bolmstads årligen flyttande folkskola i Angelstads skoldistrikt. Bolmstad folkskola var sedan skola till storkommunens inrättandes 1952 och det finns examenskataloger för hela denna tid. Bolmstad skola finns kvar i Annerstads storkommun till 1965 men sista åren bara som mellanstadieskola. 
Bolmen, Verset, Angelstad flyttande småskola finns åren 1894-1907. Angelstads småskola har kataloger från 1894 till 1908 men heter 1908-1917 Angelstad och Bolmen småskola, men under samma tid finns också 1910-1917 något som heter  Angelstad Bolmen flyttande småskola. 1867 till 1918 finns ambulerande skola med beteckningen Angelstad Hölminge Kärringe Rataryd Stavsjö Ularp. Denna verksamhet läggs ner då den nya skolan i Angelstad är byggd. Angelstads småskola blir fast 1917 och den finns kvar till 1952 då storkommunen bildas. En ny skolbyggnad byggdes 1919 i Angelstad och man fick plats för småskolan också i lokalerna. Angelstads folkskola blir sjuårig 1935 till 1952. Angelstads småskola förvinner från Angelstads skola 1952 och det finns sedan bara folkskolan  åk 3-7 i Angelstad.

## Jordbruk och markanvändning 1927
Kommunens areal var 1931: 12 461 hektar, varav 8 995 land. Ägoslag enligt jordbruksräkningen 1927: åker 1106 hektar, trädgård 14 hektar, slåtteräng 272 hektar, betesäng 580 hektar, skogsmark 5 051 och övrig mark 1 972.
Antalet brukningsdelar inom jordbruket var 1927 210 stycken . Åkerjordens fördelning samma år vete 10 hektar, råg 141 hektar, korn 2 hektar, havre 371 hektar, blandsäd 7 hektar, baljväxter 1 hektar, grönfoder 25 hektar, potatis 81 hektar, foderrotfrukter 23 hektar, vall 403 hektar, andra växtslag 1 hektar och träda 41 hektar. Sammanlagda arealen för brödsäd och potatis 612 hektar  medan foderarealen för djuren uppgick till 451 hektar och betesmarker på 580 hektar till detta och dessutom blev stora delar av sädesodlingen kraftfoder för djuren. Den animaliska produktionen dominerade lantbruket. Djurhållningen  bestod av 155 hästar, 1 081 nötkreatur 375 får, bara 1 get, 620 svin och 3 547 fjäderfä och bisamhällen 206.

## Jordbruk och markanvändning 1951
Ägoslag enligt jordbruksräkningen 1951: åker 1139 hektar, kultiverad betesmark 174 hektar, naturlig äng 204 hektar, skog 4926 hektar och övrig mark 2552 hektar. 
Antalet brukningsdelar var 193 varav bara 21 med över 10 hektar åker. 193 hektar av åkern var arrenderad mark. Höst och vårvete 59 hektar, råg 38 hektar, korn 1 hektar, havre 288 hektar, blandsäd 36 hektar, potatis 69 hektar, foderrotfrukter 19 hektar, grönfoder 31 hektar vall 479 hektar för hö och 78 hektar annan vall, oljeväxter 1 hektar. andra växtslag 4 hektar och träda eller obrukat 36 hektar summa 1139 hektar. Antalet brukningsdelar hade 1951 minskat men bara med 17 enheter. Bara 21 brukare hade över 10 hektar åker så det var småbruk som fanns. Sammanlagda arealen för brödsäd och potatis var 491 hektar inklusive blandsäd och havre, medan foderarealen för djuren uppgick till 607 hektar med 378 hektar sammanlagt för bete och naturlig äng. Fortsatt är sädesodlingen till viss del kraftfoder för djuren men veteodlingen har ökat mycket medan havreodlingen har minskat så fler hektar odlas för människoföda. Djurhållningen bestod av 183 hästar varav 17 unghästar, 13 tjurar, 702 kor, 173 kvigor och 164 kalvar summa 1052 nötkreatur bara 32 får och 2 getter 828 svin och 4626 höns varav 1720 födda 1951 som kycklingar. Antalet djur var relativt stabilt utom får som hade minskat kraftigt. Bilden blir att under de 14 åren har lantbruket i området varit stabilt.

## Industrier
Bolmens samhälle utvecklades till ett mindre industrisamhälle från 1870. 1907 hade samhället omkring 300 invånare. Ortens främsta industrier var sågverket och torvbrytningen som var största arbetsplatserna i bygden. Järnvägarna, först  Karlshamn-Vislanda-Bolmen och senare  Halmstad -Bolmen var nödvändiga för att nå hamnarna vid kusten varifrån virket spreds i Europa.
Torvfabriken på Stavsjö mosse anlades 1899. Under första världskriget användes torven som ångloksbränsle av SJ. Ekonomiska kartan från 1950 visar en stor byggnad som var torvfabrik. Stavsjö mosse ligger på båda sidor av järnvägen öster om trafikplatsen, och det gick en 600 mm järnväg till torvfabriken. 600-mm banan anlades med 1,5 km längd, senare med fler bispår och också en linje till mossens södra del. Hästar drog vagnarna först men senare kom mindre motorlok att ersätta dessa. Fabriken nedlades 1963.
Bolmens industrier beskrivs i artikeln om Bolmen.
Angelstads tegelbruk anlades 1897. Industrin beskrivs i artikeln Angelstad.

## Taxeringsvärde och beskattning 1930
Taxeringsvärde för skattepliktig fastigheter var 1930: för jordbruksfastigheter 1 miljon 794 900 kr., varav 1 miljon 490 700 var  jordbruksvärde  och 303 800 skogsvärde och bara 400 tomt- och industrivärde medan andra fastigheter taxerades till 455 300 kr. Taxeringsvärde för skattefria fastighet var 1930 för andra fastigheter tillhörig kommuner med flera 82 000 kr, varav kyrkans fastigheter var taxerade till 40 000 och 3 folkskolor taxerades till 24 000. Till kommunal inkomstskatt taxerad inkomst var 1930:  för svenska aktiebolag och solidariska bankbolag 13 430 kr och för andra skattskyldiga 310 895. Antal skattekronor uppgick 1931 till 2 590. Kommunalskatt utdebiterades 1931 med б,50 kr, varav borgerlig kommun 3,00, kyrkan 1,50 och skolan 2,00. Landstingsskatt utgjorde 1931 2,00 kr. Vägskatt togs 1931 ut med 0,25 kr. per fyrk. 
Tillgångar den 3l december 1928 för den borgliga kommunen var okänt, medan den kyrkliga kommunen redovisade 88 464 kr, varav fastigheter utgjorde 83 000. Skulder den 31/12 1928 utgjorde 1 066 kr för den  borgerliga  kommunen , medan den kyrkliga kommunen redovisade 17 094.

## Politik

### Mandatfördelning i Angelstads landskommun 1938-1946
| 2 | 5 | 4 | 2 | 7 |

| 20 |

| 4 | 4 | 6 | 1 | 5 |

| 20 |

| 4 | 4 | 6 | 2 | 4 |

| 20 |